# Международное музыковедческое общество
Международное музыковедческое общество (англ. International Musicological Society, нем. Internationale Gesellschaft für Musikwissenschaft; фр. Société Internationale de Musicologie, сокращённо IMS) — международная ассоциация, объединяющая исследователей музыки. 

## Краткая характеристика
Общество основано 30 сентября 1927 г. на конференции в Базеле (где до сих пор находится штаб-квартира IMS), посвящённой столетию со дня смерти Бетховена. Инициатором создания общества выступил французский музыковед Анри Прюньер. В состав общества входят региональные отделения (по странам) и индивидуальные учёные (не присоединившиеся к региональным группам). Членство платное; по состоянию на декабрь 2013 ежегодный взнос составлял 80 швейцарских франков. Согласно статистическому отчёту 2006 г., в российскую региональную организацию IMS входили 4 человека (включая её руководителя, Л.Г.Ковнацкую).
Международное музыковедческое общество проводит профессиональные конгрессы (в последнее время — каждые пять лет, в разных городах мира) и издаёт выходящий дважды в год журнал «Acta Musicologica». Под контролем консультационного совета IMS выходят Международный каталог музыкальных источников (RISM) и другие авторитетные справочники международного значения.

## Президенты общества
- Петер Вагнер (1927—1931)
- Эдуард Джозеф Дент (1931—1949)
- Кнуд Еппесен (1949—1952)
- Альберт Смейерс (1952—1955)
- Пол Генри Ланг (1955—1958)
- Фридрих Блюме (1958—1961)
- Доналд Джей Граут (1961—1964)
- Владимир Фёдоров (1964—1967)
- Курт фон Фишер (1967—1972)
- Эдуард Реезер (1972—1977)
- Людвиг Финшер (1977—1982)
- Иван Супичич (1982—1987)
- Кристоф Хельмут Малинг (1987—1992)
- Стенли Сейди (Sadie; 1992—1997)
- Ласло Шомфай (Somfai; 1997—2002)
- Дэвид Фэллоуз (Fallows; 2002—2007)
- Тильман Зеебасс (Seebass; 2007-2012)
- Динко Фабрис (2012-2017)
- Daniel K. L. Chua (2017–22)